# Plectrodes pubescens
Plectrodes pubescens är en skalbaggsart som beskrevs av Horn 1867. Plectrodes pubescens ingår i släktet Plectrodes och familjen Melolonthidae. Inga underarter finns listade i Catalogue of Life.